# Danh sách phim THVL phát sóng năm 2022
Đây là danh sách phim do THVL phát sóng trong năm 2022.
←2021 - 2022 - 2023→

## THVL1 - Phim truyện giờ vàng

### Khung 20 giờ
Những bộ phim này phát sóng từ 20:00 đến 20:50 các ngày từ thứ Hai đến thứ Bảy trên kênh THVL1.
| Thời gian                                 | Tên                     | Số tập | NSX                  | Đoàn làm phim | Bài hát chủ đề | Thể loại                           | Ghi chú                                                                                                  |
| ----------------------------------------- | ----------------------- | ------ | -------------------- | --- | --- | ---------------------------------- | --- |
| 21 tháng 1 – 28 tháng 1                   | Xuân ấm tình người      | 7      | Hãng phim Mia        | Quách Khoa Nam (đạo diễn); Phượng Vỹ (kịch bản); Mai Huỳnh, Phương Bình, Mai Dũng, Quách Khoa Nam, Lê Trang, Ngọc Xuyên, Dũng Nhí, Quang Thái, Tăng Huỳnh Như,... | | Tình cảm, gia đình, hài kịch       | Sản xuất dịp Tết Nguyên Đán 2022                                                                         |
| 29 tháng 1 – 10 tháng 2                   | Tình thắm duyên xuân    | 13     | Hãng phim Mia        | Nguyễn Phương Điền (đạo diễn); Dưa Muối, La Nguyễn Quốc Vinh (kịch bản); Việt Hương, Tấn Beo, Cát Tường, Ngọc Thảo, Lê Văn Anh, Hiếu Hiền, Phương Bình, Hoàng Trinh, Vũ Ngọc Ánh, Huỳnh Quý, Thành Khôn,... | | Tình cảm, gia đình, hài kịch       | Hoãn 1 tập vào ngày 31 tháng 1 để phát chương trình Tết Nguyên Đán 2022 Sản xuất dịp Tết Nguyên Đán 2022 |
| 11 tháng 2 – 12 tháng 3                   | Vũ điệu đón xuân        | 23     | Hãng phim Xuân Phước | Xuân Phước (đạo diễn); Hạnh Ngộ (biên kịch); Thanh Duy, Kha Ly, Khang Vy, Lương Thế Thành, Thúy Diễm, Nguyễn Quốc Trường Thịnh, Diệp Bảo Ngọc, Phương Dung, Thanh Tùng, Trịnh Xuân Nhản, Quý Dũng, Tính Phong, Huỳnh Trang Nhi, Bùi Thanh Châu, Dương Trí Nghĩa,...                                                                                     | Vũ điệu mùa xuân Thể hiện: Dàn diễn viên Vũ khúc mùa xuân Thể hiện: Dàn diễn viên                                 | Tình cảm, gia đình, hài kịch       | Sản xuất dịp Tết Nguyên Đán 2022                                                                         |
| 14 tháng 3 – 10 tháng 6                   | Trà táo đỏ (phần 2)     | 76     | Hãng phim Mia        | Chu thiện (đạo diễn); Võ Uyên Dung (Kịch Bản); Quý Bình, Thanh Trúc, Thanh Hiền, Hà Trí Quang, Ngân Quỳnh, Mai Sơn Lâm, Ngọc Thảo, Hà Kim, Trần Quý, Lyna Trang, Nguyễn Quốc Trường Thịnh, Lê Quang Thuận, Huỳnh Trang Nhi,... | Thời gian còn lại Thể hiện: Hà Đặng Bình minh khép lại Thể hiện: Lê Hoàng Phong Nghiệt ngã Thể hiện: Lê Mạnh Hưng | Tâm lý xã hội, tình cảm, hành động | |
| 11 tháng 6 – 5 tháng 8                    | Nơi ngọn gió dừng chân  | 48     | M&T Picture          | Quách Khoa Nam (đạo diễn); Hạnh Ngộ, Lan Anh, Lê Vũ (biên kịch); Anh Tài, Trương Mỹ Nhân, Thanh Duy, Ngô Phương Anh, Cao Minh Đạt, Khương Thịnh, Kim Xuân, Mỹ Duyên, Tuyết Thu, Vũ Ngọc Ánh, Thành Khôn, Huỳnh Thảo Trang, Thư Đình, Kha Ly, Đinh Hữu Tài,...                                                                                           | Nơi ngọn gió dừng chân Thể hiện: Thanh Duy - Anh Tài                                                              | Tâm lý xã hội, tình cảm, gia đình  | |
| 6 tháng 8 – 17 tháng 9                    | Duyên kiếp              | 37     | Mega GS              | Chu Thiện, Hồng Phú Vinh (đạo diễn); Hạ Thu, Bảo Hoàng (kịch bản); Thân Thúy Hà, Khương Thịnh, Trương Minh Quốc Thái, Bạch Công Khanh, Huỳnh Đông, Trương Mỹ Nhân, Oanh Kiều, Trọng Nhân, Ngô Phương Anh, Thư Nguyễn, Quách Hồ Ninh, Phi Nga, Lê Huỳnh,...                                                                                              | Như con thuyền trôi Thể hiện: Kana Ngọc Thúy                                                                      |                                    | Dựa trên vở cải lương cùng tên của soạn giả Hoàng Song Việt                                              |
| 19 tháng 9 – 8 tháng 11                   | Rồi 30 năm sau          | 44     | M&T Picture          | Nguyễn Quang Minh (đạo diễn), Vũ Thị Thanh Hương (kịch bản); Trương Minh Quốc Thái, Thanh Trúc, Quang Tuấn, Minh Đăng, Thanh Bình, Yeye Nhật Hạ, Dương Cường, Phương Bình, Ngọc Tưởng, Ngọc Thảo, Ngân Quỳnh, Mỹ Duyên,... | Kiếp chung tình Thể hiện: Vy Oanh                                                                                 |                                    | |
| 9 tháng 11 năm 2022 – 14 tháng 1 năm 2023 | Nghiệp sinh tử (phần 4) | 56     | Sao Phương Nam       | Bùi Ngọc Nam Phương (đạo diễn, kịch bản); Công Hậu, Hùng Minh, Mạc Can/Phi Bảo, Phi Điểu, Hoàng Sáng, Ngô Tuấn, Quang Trung, Lê Thúy, Đông Dương, Long Hồ, Huy Cường, Hòa Hiệp, Thanh Trúc, Nguyệt Ánh, Bích Trâm, Phương Trâm, Thanh Hiền, Thái Điền, Kiều Khanh, Thanh Phương, Vũ Ngọc Ánh, Thanh Thức, Bùi Minh Hoàng, Ngô Thanh Tá, Lê Hữu Thủy,... | Đường về âm phủ Thể hiện: Mai Kha Tam cang ngũ thường Thể hiện: Mai Kha                                           | Thời xưa                           | |

### Khung 21:00 thứ Hai - thứ Ba
Những bộ phim này phát sóng từ 21:00 đến 21:30 các ngày từ thứ Hai đến thứ Ba trên kênh THVL1.
| Thời gian                                 | Tên               | Số tập | NSX                | Đoàn làm phim | Bài hát chủ đề            | Thể loại                | Ghi chú |
| ----------------------------------------- | ----------------- | ------ | ------------------ | --- | ------------------------- | ----------------------- | ------- |
| 1 tháng 11 năm 2022 – 15 tháng 5 năm 2023 | Bí mật nghiệt ngã | 54     | Hãng phim AquaBlue | Huỳnh Đông (đạo diễn); Nguyễn Thị Mộng Thu (kịch bản); Thùy Trang, Huỳnh Đông, Lưu Đê Ly, Nguyễn Quốc Trường Thịnh, Bùi Lê Kim Ngọc, Khắc Minh, Công Ninh, Kim Huyền, Hoài An, Ngọc Thảo,... | Vì sao Thể hiện: Quốc Anh | Tâm lý, tình cảm xã hội |         |